# Ахариш, Люси
Люси Ахариш (род. 18 сентября 1981) — израильская телеведущая, репортёр, журналистка. Известна серией своих программ на 13-м канале израильского телевидения, в ходе которых она ратует за толерантность и мирное сосуществование евреев и арабов в стране. Люси определяет себя как «гордая израильская арабка — гордая и своей национальностью, и вероисповеданием, и гражданством». Была одним из почетных граждан Израиля, которые зажигали факел в честь Государства Израиль в 67 День Независимости государства в 2015 году.

## Происхождение
Выросла в мусульманской арабской семье в еврейской Димоне. Младшая из трех сестер в семье Маруфа и Сальвы. В 1970-х годах семья переехала из Назарета в Эйлат. Окончила государственную еврейскую школу.
Люси было 5 лет, когда на автомобиль ее семьи напал террорист. «Был апрель 1987 года, очень жаркий день, и мой отец открыл окно», — вспоминала она. «Я помню пробку на главной дороге, и я увидела, что кто-то приближается к нам с чем-то в руке. Я посмотрела на него, и он оглянулся на меня, и я автоматически начала скатываться на свое место в страхе. Моя мать крикнула: „Люси, садись прямо“, и когда она сказала это, мы услышали взрыв в машине». Террорист бросил в машину коктейль Молотова, который её отец быстро выбросил на другой автомобиль, который загорелся. Люси и её родители остались невредимы, но её трехлетний двоюродный брат получил тяжёлые ожоги по всему телу и был госпитализирован на несколько месяцев.
В своих интервью говорила, что в школе издевались над её национальностью.

## Карьера
В школе Люси мечтала стать актрисой, но террористический акт, случившийся в детстве, подтолкнул её к карьере журналиста. После окончания школы она провела два года, изучая журналистику в школе Котере в Тель-Авиве, а затем прошла шестимесячную стажировку в Германии. По возвращении в Израиль, в феврале 2007 года, она была нанята телеканалом Channel 10 TV, чтобы стать первым арабским новостным представителем Израиля. Вскоре она получила удар[что?] по палестинским делам, регулярно докладывая с Западного берега.
Выступая в своей передаче на 2-м канале израильского телевидения, Люси Ахариш сказала, что испытывает отчаяние от новой пропасти, которая образовалась между евреями и арабами в Израиле. «Я уже давно не испытывала такого отчаяния из-за ситуации в стране, как в эти дни», — призналась журналистка.
За свою карьеру тележурналиста Ахариш приобрела опыт в различных областях: от репортера Западного берега до развлекательного корреспондента на шоу Гая Панеса; и от ведущего новостей по каналу 10 в прайм-тайм. Она даже исполнила свою актёрскую мечту, сыграв второстепенные роли в ряде израильских художественных фильмов и в блокбастерах 2013 года в Война миров  Z, где в главной роли снимался Брэд Питт.

## Высказывания
«Арабское руководство ничему не научилось и повторяет ошибки, совершенные во время второй интифады, которая так дорого стоила и израильским арабам и палестинцам […] Оппозиция в Израиле говорит, что страной правит ничтожное правительство, а я говорю, что у арабов Израиля ничтожное руководство. Его просто нет. Они умеют только подниматься на Аль-Аксу и вопить „Это наше!“. О каком „нашем“ вы говорите? Это дом Бога! У вас есть на него запись в регистрации имущества?».
«Даже если статус-кво и был нарушен на Храмовой горе, хотя в действительности этого не произошло, это не повод для того чтобы брать нож, подростку или молодой женщине, и идти убивать невинных людей!».
«Вы возбуждаете и заводите тысячи молодых людей и, призывая их выйти на улицу, собственными руками губите их будущее! Эта молодежь платит за ваши призывы своей жизнью и своей кровью, потому что вы накаляете обстановку. Это руководство не чувствует ответственность за свою общину».

## Личная жизнь
Она вышла замуж за израильского актёра-еврея Цахи Ха-Леви на частной церемонии 10 октября 2018 года, после четырёх лет отношений, которые до тех пор держались в секрете из-за опасений преследований. Их брак вызвал общественную полемику: депутат Кнессета Орен Хазан («Ликуд») раскритиковал его как «ассимиляцию», а многие депутаты Кнессета, включая других правительственных чиновников, поздравили пару и назвали своих коллег «расистами».